# جنین ماری
جنین ماری (به انگلیسی: Janine Murray) ژیمناست زادهٔ ۱۰ مارس ۱۹۹۰ میلادی اهل کشور استرالیا است.